# 酒泉郡
酒泉郡（しゅせん-ぐん）は、中国にかつて存在した郡。漢代から唐代にかけて、現在の甘粛省酒泉市一帯に設置された。

## 概要
紀元前121年（元狩2年）、漢軍が匈奴を撃破して河西回廊を占領すると、酒泉郡が置かれた。紀元前111年（元鼎6年）、敦煌郡と張掖郡が分離された。酒泉郡は涼州に属し、禄福・表氏・楽涫・天䧇・玉門・会水・池頭・綏弥・乾斉の9県を管轄した。王莽のとき、輔平郡と改称された。
後漢が建てられると、酒泉郡の称にもどされた。酒泉郡は禄福・表氏・楽涫・玉門・会水・沙頭・安弥・乾斉・延寿の9県を管轄した。
晋のとき、酒泉郡は禄福・会水・安弥・騂馬・楽涫・表氏・延寿・玉門・沙頭の9県を管轄した。
北魏のとき、酒泉軍が置かれ、敦煌鎮に属した。526年（孝昌2年）、酒泉郡が再び設置された。
西魏のとき、西涼州が設置されると、酒泉郡は西涼州に属した。554年（廃帝3年）、西涼州が甘州と改称されると、酒泉郡は甘州に属した。
583年（開皇3年）、隋が郡制を廃すると、酒泉郡は廃止されて、甘州に編入された。602年（仁寿2年）、酒泉郡の故地に粛州が置かれた。607年（大業3年）に州が廃止されて郡が置かれると、張掖郡に編入された。
619年（武徳2年）、唐が李軌を平定すると、酒泉郡の故地に粛州を置いた。742年（天宝元年）、粛州は酒泉郡と改称された。758年（乾元元年）、酒泉郡は粛州と改称され、酒泉郡の呼称は姿を消した。